# Bombyx (genre)
Pour les articles homonymes, voir Bombyx (homonymie).
Genre
Bombyx est un genre de lépidoptères (papillons) de la famille des Bombycidae. Son représentant le plus connu est le Bombyx du mûrier (Bombyx mori), dont la chenille est le ver à soie.

## Liste des espèces
Selon Kitching et al. (2018) :
- Bombyx horsfieldi Moore, 1859
- Bombyx huttoni Westwood, 1847
- Bombyx incomposita van Eecke, 1929
- Bombyx lemeepauli Lemée, 1950
- Bombyx lugubris (Drury, 1782)
- Bombyx mandarina (Moore, 1872)
- Bombyx mori (Linnaeus, 1758)
- Bombyx polygoni (Savigny, 1816)
- Bombyx shini Park & Sohn, 2002